# Caltex
Pour l’article homonyme, voir Caltex (Moroni).

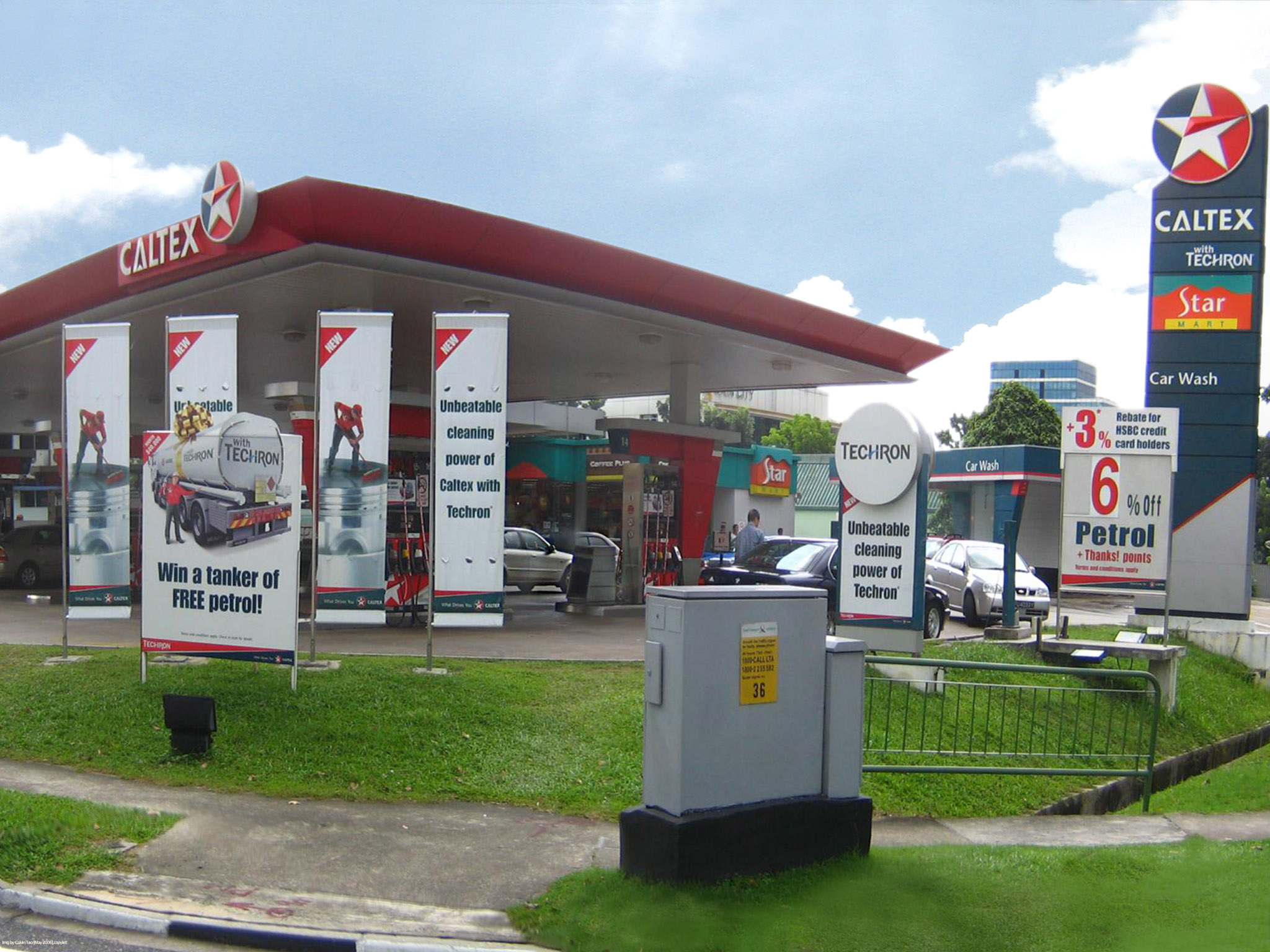
Station-service Caltex à Singapour.

Caltex est une marque pétrolière du groupe américain Chevron présente en Afrique, en Asie, au Moyen-Orient et en Océanie.